# Francesco Ponticelli
Francesco Ponticelli (Siena, 12 aprile 1888 – 31 marzo 1968) è stato un politico italiano.

## Biografia
Nato da Stefano Ponticelli e Annunziata Del Punta, in una facoltosa famiglia di proprietari terrieri della Maremma grossetana, si laureò in giurisprudenza ed esercitò la professione di avvocato.
Negli anni successivi alla prima guerra mondiale intraprese insieme al fratello Alfredo la trasformazione fondiaria delle loro proprietà terriere tra la Principina e Le Strillaie, favorendo la costruzione di una rete stradale, la sistemazione idraulica-agraria dei terreni, e la realizzazione di una maglia di appoderamento con case coloniche e stalle: furono nove in totale i poderi costruiti e affidati ai mezzadri e l'ultimo fu inaugurato nel 1942. Nel 1927, all'interno del Grand Hotel Bastiani stipulò, insieme ad altri otto proprietari terrieri, l'atto costitutivo del Consorzio di Bonifica Grossetana.
Inizialmente iscritto al Partito Popolare Italiano – nel 1920 fu membro del Comitato provinciale di Grosseto – fu uno degli esponenti più autorevoli per la costituzione del partito della Democrazia Cristiana nelle province di Grosseto e di Siena. Nel 1946 fu deputato per la DC dell'Assemblea Costituente, ma si dimise nel mese di settembre lasciando il posto a Reginaldo Monticelli.
Dal 1954 al 1959 fu presidente del Monte dei Paschi di Siena.